# Charaxes mukuyu
Charaxes mukuyu är en fjärilsart som beskrevs av Van Someren 1969. Charaxes mukuyu ingår i släktet Charaxes och familjen praktfjärilar. Inga underarter finns listade i Catalogue of Life.